# Andreasnacht

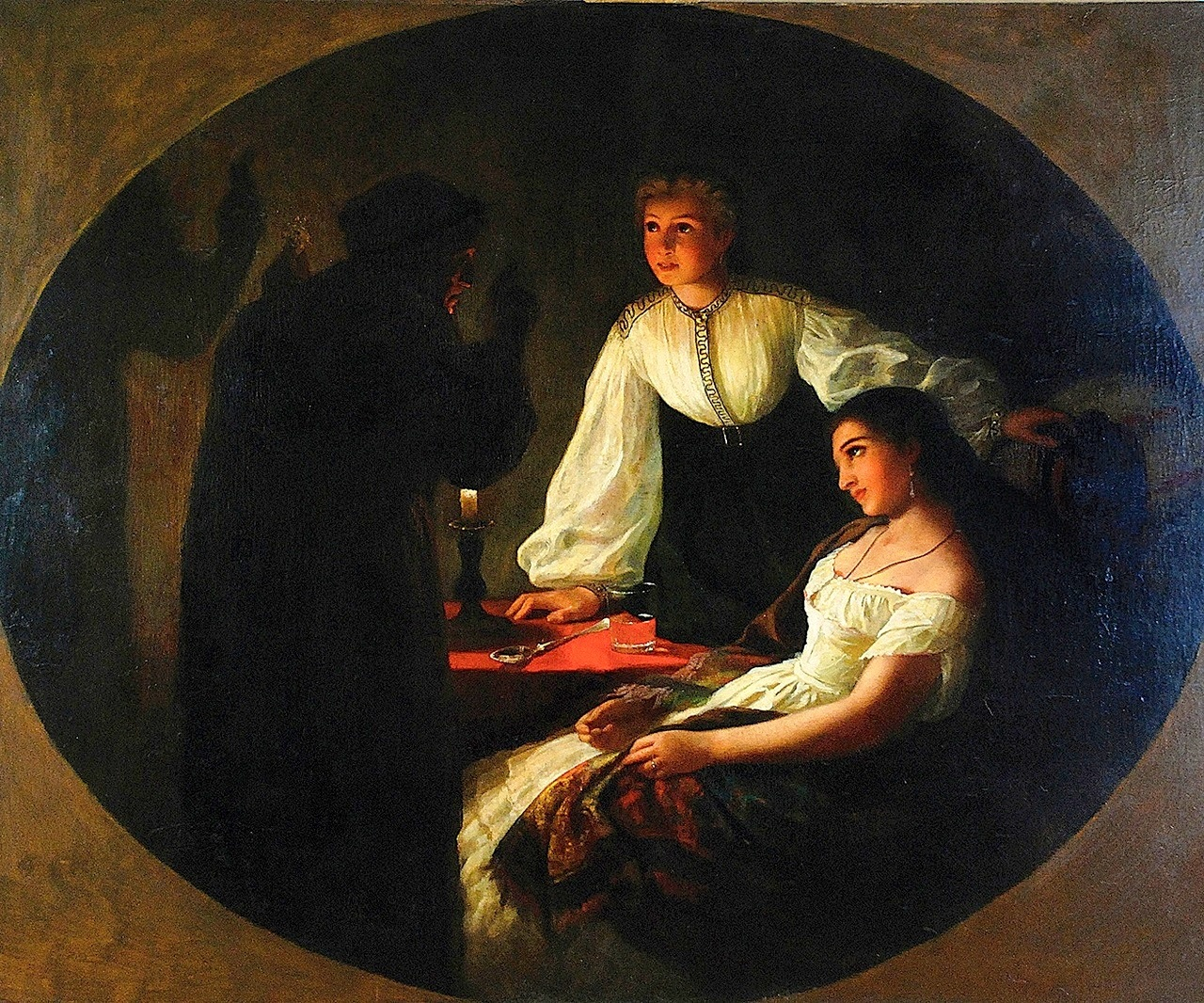
Henryk Siemiradzki. Andreasnacht. 1867

Die Andreasnacht ist die Nacht zum 30. November (Andreastag), dem Todestag des hl. Andreas.

## Brauchtum
Nach altem Volksglauben ist diese Nacht als sogenannte Losnacht, wie auch Weihnachten, Silvester oder hl. Thomas (21. Dezember) besonders dazu geeignet, den gewünschten künftigen Ehepartner an sich zu binden oder zunächst herauszufinden, wer es denn sein wird. Dies begründet sich darin, dass der hl. Andreas nicht nur Schutzheiliger der Fischer, sondern auch der Liebenden und des Ehestandes ist.
Die Bräuche hierzu variieren: Man schaut ins Feuer und sagt ein Sprüchlein oder Gebet auf (Andreasgebet), und im Feuer oder Spiegel soll dann der Zukünftige erscheinen. Oder man isst eine Semmel in drei Bissen, und wer einem dann als erster begegnet, soll es sein. Die Brüder Grimm haben es in ihren „Deutschen Sagen“ so aufgeschrieben:
„Es ist Glaube, dass ein Mädchen in der Andreas-Nacht, Thomas-Nacht, Christ-Nacht und Neujahrsnacht seinen zukünftigen Liebsten einladen und sehen kann. Es muss einen Tisch für zwei decken, es dürfen aber keine Gabeln dabei sein. Was der Liebhaber beim Weggehen zurücklässt, muss sorgfältig aufgehoben werden, er kommt dann zu derjenigen, die es besitzt und liebt sie heftig. Es darf ihm aber nie wieder zu Gesicht kommen, weil er sonst der Qual gedenkt, die er in jener Nacht von übermenschlicher Gewalt gelitten und er des Zaubers sich bewusst wird, wodurch großes Unglück entsteht.“
Ein anderer Brauch ist das Pantoffelwerfen, bei dem ein unverheiratetes Mädchen seinen linken Pantoffel über die Schulter zur Tür wirft. Wenn der Pantoffel mit der Spitze zur Tür fällt, bedeutet das, dass es noch im selben Jahr heiraten wird. In Polen gibt es in der Andrzejki genannten Andreasnacht einen ähnlichen Brauch, wobei aus den Schuhen aller anwesenden Mädchen eine Schlange bis zur Tür gebildet wird, indem man jeweils den letzten Schuh an die Spitze setzt. Das Mädchen, dessen Schuh die Tür berührt, wird als erstes heiraten.
Außerdem gibt es Bräuche, die in anderem Zusammenhang stehen. Das stille Sammeln von Kastanien-, Birken-, Weiden-, Flieder- und Obstbaumzweigen am Andreasabend (sollte im Winter den Frühling ins Haus holen) gehört dazu. Auch liefen die Kinder maskiert, lustige Verse aufsagend, von Haus zu Haus und wurden dafür beschenkt (vgl. ähnliche winterliche Heischebräuche z. B. bei Halloween). Ein weiterer Andreas-Brauch aus Polen ist das Lesen der Zukunft aus in kaltes Wasser gegossenem Wachs. Auch die Bauern nutzen den 30. November zur Weissagung:
Andreasschnee – tut Korn und Weizen weh!

## Trivia
- Die Andreasnacht bildet auch den Dreh- und Angelpunkt in der Oper „Bruder Lustig“ (1905) von Siegfried Wagner.
- In der thüringischen Stadt Jena lautete der Vers bei den Kinderumzügen wie folgt:

Ich bin der kleine Andreas,
liebe Leute, gebt mir was.
Gebt mir nicht zu wenig,
ich bin ein kleiner König!
Laßt mich nicht zu lange steh’n,
ich muß ein Häuschen weitergeh’n.